# مايكل تشارلز ريد
مايكل تشارلز ريد (بالإنجليزية: Michael Charles Reed) رياضياتي أمريكي، ولد في 5 يوليو 1942 في كالامازو في الولايات المتحدة.